# George Younger, 1. Viscount Younger of Leckie

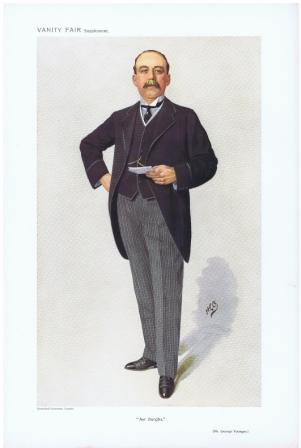
George Younger, Karikatur in Vanity Fair, 1910

George Younger, 1. Viscount Younger of Leckie (* 13. Oktober 1851 in Alloa, Clackmannanshire; † 29. April 1929) war ein britischer Politiker.

## Biografie
Nach der Schulausbildung an der Edinburgh Academy begann er ein Studium an der Edinburgh University, das er jedoch bereits 1868 im Alter von 17 Jahren aufgeben musste, um nach dem Tode seines Vaters die Brauerei der Familie zu führen. Wie bereits sein Onkel William McEwan verstand es dabei, seine unternehmerische Tätigkeit mit seiner späteren politischen Laufbahn zu verbinden.
Seine politische Laufbahn begann er in der Kommunalpolitik in Clackmannanshire, 1904 wurde er Vorsitzender der Conservative and Unionist Association, der Vorläuferin der heutigen Conservative Party, in Schottland.
Bei der Unterhauswahl 1906 wurde Younger erstmals zum Mitglied des House of Commons gewählt, in dem er bis 1922 den Wahlkreis Ayr Burghs vertrat. Zwischen 1916 und 1923 war er Vorsitzender (Chairman) der Conservative Party. In dieser Funktion hatte er maßgeblichen Einfluss auf das erfolgreiche Abschneiden der Konservativen bei der Unterhauswahl 1918, das zum Rückgewinn vieler Wahlkreise durch Kandidaten der Conservative Party führte. 1922 war er auch einer der führenden Persönlichkeiten bei der Ablösung der nationalen Koalitionsregierung von Premierminister David Lloyd George und der darauffolgenden Bildung konservativer Regierungen unter den Premierministern Andrew Bonar Law und Stanley Baldwin in der Zeit von 1922 bis 1924.
Nachdem er bereits 1911 zum Baronet erhoben worden war, wurde Younger 1923 mit dem Titel Viscount Younger of Leckie in den erblichen Adelsstand erhoben und war als solcher auch Mitglied des House of Lords. Von 1923 bis zu seinem Tod 1929 war er außerdem Schatzmeister (Treasurer) der Conservative Party.
Sein Urenkel George Younger, 4. Viscount Younger of Leckie, war ebenfalls konservatives Mitglied des Unterhauses sowie Minister.